# Dai pai dong
El dai pai dong es un tipo de puesto de comida al aire libre que fue muy popular en Hong Kong. El nombre de registro gubernamental en Hong Kong es «puestos de comida cocinada».

## Características
El dai pai dong se caracteriza por su cocina de acero pintada de verde, su atmósfera desordenada, la falta de aire acondicionado, así como la variedad de abundantes platos wok hei baratos. Considerados por algunos parte de la memoria colectiva del pueblo hongkonés, los dai pai dongs oficiales son escasos en la actualidad, solo 28 en total, situados en el distrito Central (10), Sham Shui Po (14), Wan Chai (1), Tai Hang (2) y Tai O (1).
Aunque el término dai pai dong se usa a menudo genéricamente para aludir a cualquier puesto de comida que opera en los bordes de calles y carreteras con mesas plegables, sillas y sin aire acondicionado (como los de Temple Street), legalmente hablando el término solo se refiere a los anteriores 28 puestos.

## Historia
Los puestos de comida sin licencia, que servía comida cotidiana barata como congee, arroz y fideos al público con bajos ingresos, aparecieron tan pronto como a finales del siglo XIX en Hong Kong. Podían encontrarse no solo en el distrito Central, sino también en Wanchai y los alrededores del Hipódromo del Valle Feliz sobre la carretera Wong Nai Chung. De hecho, el gran incendio del hipódromo de 1918 fue provocado por los puestos de comida anejos al podio. También había puestos agrupados en los muelles, que formaban el llamado waisik matau (為食碼頭, literalmente ‘muelle glotón’), para servir a los pasajeros de los ferris.
Tras la finalización de la Segunda Guerra Mundial en 1945, el gobierno colonial de Hong Kong concedió licencias ad hoc a las familias de los funcionarios fallecidos y heridos, permitiéndoles regentar puestos de comidas en lugares públicos para ganarse la vida. Este tipo de licencia era considerablemente mayor que las emitidas habitualmente, pues se exigía que una fotografía del licenciatario apareciese en ella. Así, la licencia fue llamada jocosamente dai pai (‘licencia grande’), y desde entonces los ‘puestos de licencia grande’ (dai pai dongs) empezaron a florecer en las calles transitadas de Hong Kong.

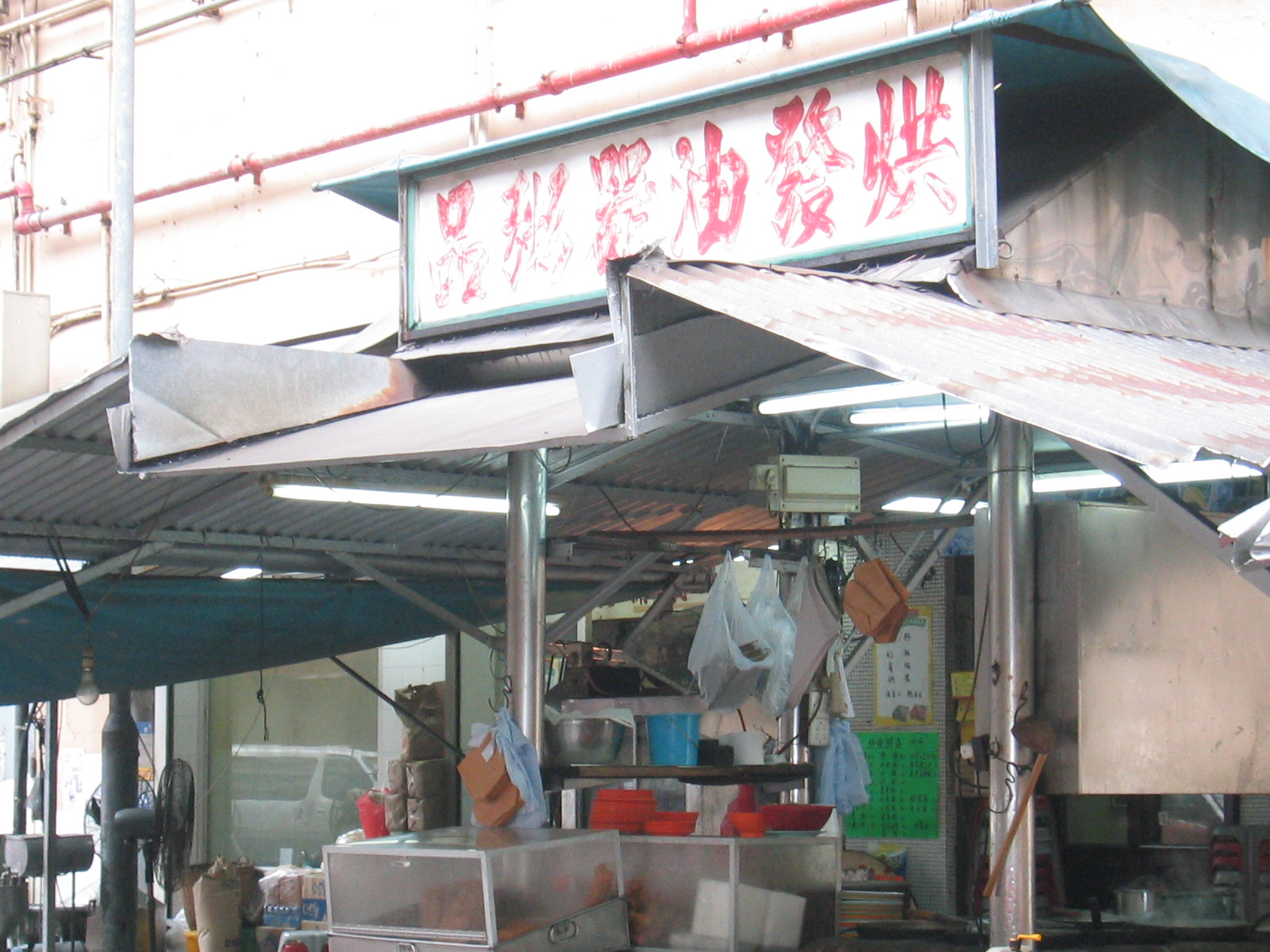
Un dai pai dong vendiendo congee en Yiu Tung Street (Sham Shui Po) en 2005.

Sin embargo, los dai pai dongs pronto empezaron a provocar atascos de tráfico y problemas de higiene, y algunos licenciatarios empezaron incluso a alquilar sus puestos en el mercado negro. Como respuesta, el gobierno dejó de emitir nuevas ‘licencias grandes’ en 1956, y limitó su transferencia. Las licencias ya no podían heredarse, y solo podían pasarse a las viudas tras el fallecimiento del licenciatario. Si éste no tenía esposa, la licencia simplemente expiraba.
Desde 1975, muchos dai pai dongs se trasladaron a mercados temporales, como los de Haiphong Road y Tsim Sha Tsui, o en centros de comida cocinada, normalmente ubicados en complejos de servicios municipales gestionados por el Consejo Urbano, para un mejor control. Para mejorar la higiene pública, el gobierno empezó a recomprar ‘licencias grandes’ a sus propietarios en 1983. Como la mayoría de estos eran ancianos y no podían traspasar las licencias, muchos estuvieron dispuestos a devolverlas a cambio de una indemnización. Desde entonces, el número de dai pai dongs tradicionales declinó rápidamente.
Actualmente la mayoría de dai pai dongs sobreviven operando en centros de comida cocinada, mientras los más exitosos se han reconvertido en restaurantes con aire acondicionado (manteniendo algunos de ellos los puestos originales al mismo tiempo, como Lan Fong Yuen —蘭芳園— en Gage Street, Central).
Se ha informado de que los beneficios de los dai pai dongs subió considerablemente en 2003 cuando Hong Kong sufrió la epidemia de SRAS, ya que la gente consideraba los locales con aire acondicionado nidos del virus, prefiriendo los puestos al aire libre y soleados.

## Características

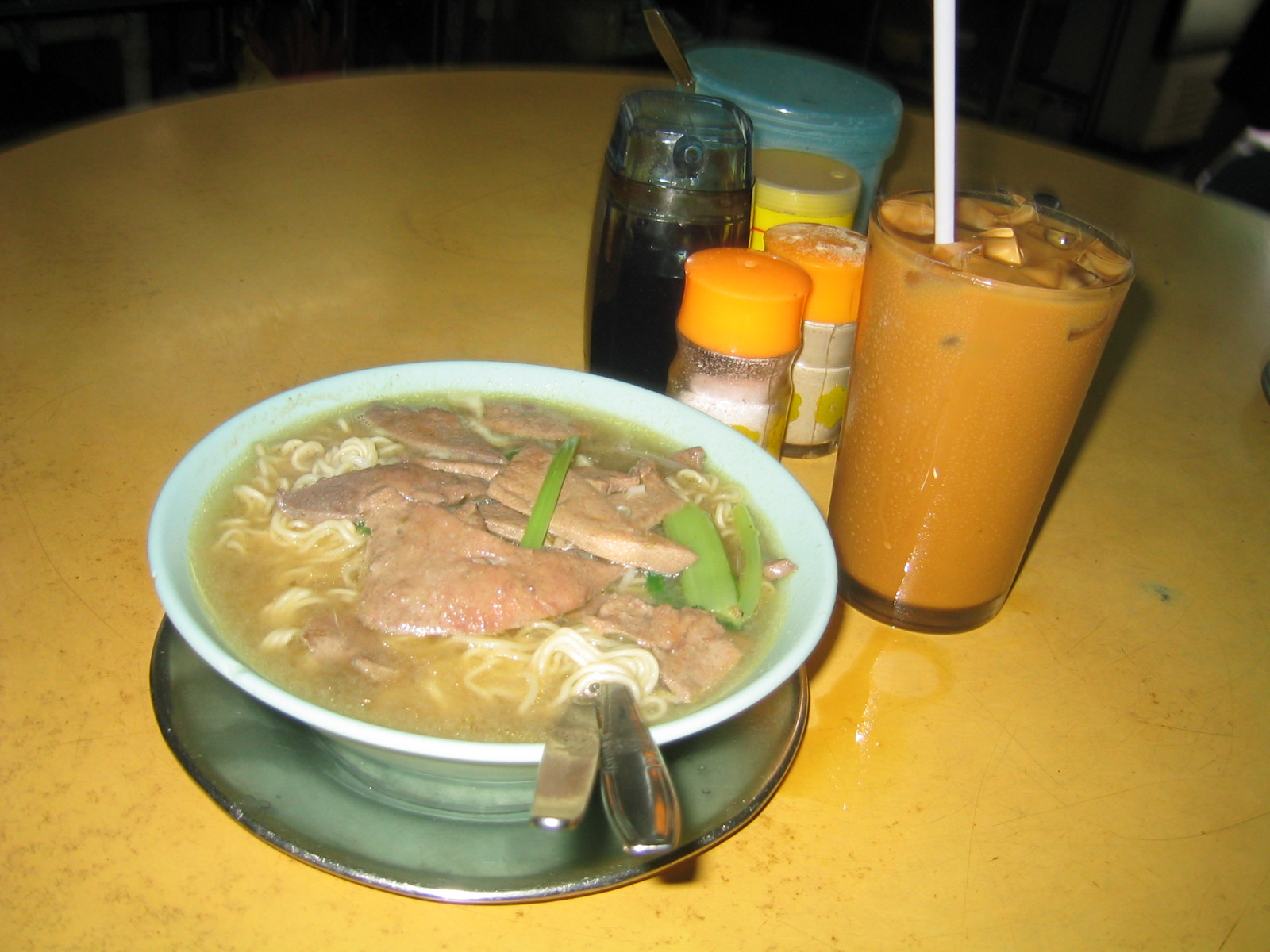
Té con leche y un cuenco de fideos instantáneos con hígado de cerdo, servidos en un dai pai dong de Yiu Tung Street, Sham Shui Po.

Pueden pedirse platos al gusto, y a diferencia de los cha chaan tengs no tienen menús. Se acostumbra a compartir mesas con desconocidos si escasean los asientos. Es posible pedir platos de otros puestos: por ejemplo, cuando se está sentado comiendo en un puesto de fideos, puede pedirse una taza de té con leche de otro puesto, que puede estar a varios lugares de distancia.
Los puestos pueden dividirse en los que operan de día y los que lo hacen de noche. Los dai pai dongs nocturnos suelen vender marisco y otros platos más caros. Los diurnos, por el contrario, venden platos baratos, como: congee y youtiao (también llamado aka yau cha kwai); té con leche, tostadas, sándwiches y fideos instantáneos con jamón, huevo, fiambre o salchicha; arroz o fideos con siu mei (燒味, carne asada); arroz frito y dip tau fan (碟頭飯, platos de arroz); fideos al estilo de Chaoshan (潮州粉麵); etcétera.

## Conservación
En mayo de 2005 la existencia de dai pai dongs en Hong Kong atrajo considerable atención pública al enfrentarse Fideos Man Yuen, un puesto de fideos en el distrito Central, al cierre inminente por la muerte de su licenciatario. La noticia saltó tras la clausura de una panadería famosa por sus tartaletas de huevo, situada también en Central, tras el aumento del alquiler (aunque reabrió en octubre de 2005).
A pesar de los llamamientos para su conservación por parte de muchos hongkoneses, incluyendo algunos políticos, el puesto fue clausurado el 30 de julio de 2005. El gobierno de Hong Kong fue criticado por no intentar todo para conservar los dai pai dongs como parte de la cultura local. La noticia de la clausura coincidió con la propuesta gubernamental de desarrollar el Distrito Cultural de Kowloon del Oeste. El puesto reabrió inesperadamente en una tienda cercana el 1 de diciembre de 2005.